# Dirigible de Goodyear
El dirigible Goodyear es una de las flotas de dirigibles de la Goodyear Tire and Rubber Company, que se utiliza principalmente con fines publicitarios y para captar vistas aéreas de eventos deportivos en directo para la televisión. El término dirigible se define como una aeronave no rígida: sin ninguna estructura interna, la presión del gas de elevación dentro de la envoltura del dirigible mantiene la forma de la nave.
Desde el lanzamiento del Pilgrim en 1925 hasta la retirada del Spirit of Innovation en 2017, Goodyear generalmente poseía y operaba dirigibles no rígidos en su flota global de relaciones públicas. Sin embargo, en 2014, Goodyear comenzó a sustituir sus tres dirigibles no rígidos (blimps) de Estados Unidos por tres nuevos dirigibles semirrígidos, cada uno de los cuales tiene una estructura interna rígida. Aunque es técnicamente incorrecto, Goodyear sigue utilizando el término "dirigible" para referirse a estos nuevos dirigibles semirrígidos. Wingfoot One, el primer modelo de este tipo de la flota estadounidense de Goodyear, fue bautizado el 23 de agosto de 2014 en el hangar de dirigibles de Wingfoot Lake, cerca de la sede de la empresa en Akron (Ohio).

## Flota de aeronaves

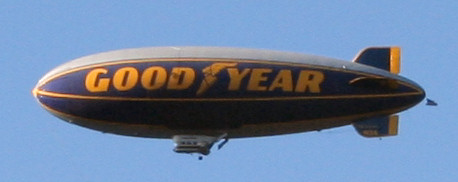
El Spirit of Goodyear, uno de los icónicos dirigibles de Goodyear.

En mayo de 2011, Goodyear anunció que iba a sustituir su flota de dirigibles no rígidos por tres dirigibles semirrígidos construidos por Luftschiffbau Zeppelin.
La flota de Goodyear en Estados Unidos está formada por tres aeronaves semirrígidas (modelo LZ N07-101 ):
- Wingfoot One (N1A), con sede en Pompano Beach Airpark (IATA: PPM, OACI: KPMP, FAA LID: PMP) en Pompano Beach, Florida[7]
- Wingfoot Two (N2A), con sede en el Aeropuerto Goodyear Blimp Base (FAA LID: 64CL)     en Carson, California
- Wingfoot Three (N3A), con base en Wingfoot Lake Airship Operations Balloonport (FAA LID: 4OH6) en Suffield, Ohio[8]

Las nuevas aeronaves miden 246 pies de largo, 52 pies más que el antiguo modelo de Goodyear, el GZ-20. El modelo Zeppelin NT también es más delgado, tiene una velocidad máxima de 70 millas por hora (frente a 50 para el dirigible) y tiene una góndola de pasajeros con capacidad para 12 (en comparación con siete en el dirigible). La góndola también contiene un baño. Ambas naves están equipadas con tecnología de letreros LED que Goodyear llama "Eaglevision". Esto permite que la aeronave muestre palabras e imágenes animadas, multicolores y brillantes.
Goodyear también ha arrendado dirigibles que operan en otras partes del mundo. Estos dirigibles fueron construidos y operados por The Lightship Group de Orlando, Florida . En 2012, The Lightship Group fue adquirido (junto con American Blimp Corporation ) por Van Wagner Communications LLC, y operó como Van Wagner Airship Group hasta el 17 de noviembre de 2017, cuando fue comprado por Airsign Inc. Actualmente operan un dirigible para Goodyear en China.

## Agente de elevación
Los dirigibles de Goodyear se inflan con helio como gas de elevación, que se mantiene a baja presión, por lo que pequeños pinchazos no suponen consecuencias graves para el dirigible. Un elemento de inspección de los dirigibles es mirar dentro del sobre en busca de puntos de luz que sean indicativos de pequeños agujeros.
Antes del Zeppelin NT, los dirigibles de Goodyear no eran rígidos (lo que significa que su forma no se mantiene mediante una estructura interna rígida) dirigibles (dirigibles dirigibles/dirigibles). Dentro de su envoltura exterior, los dirigibles están equipados con globos de aire. A medida que el dirigible asciende o desciende, los globos internos se expanden o contraen para compensar los cambios de densidad y mantener una presión uniforme en la envolvente. El último dirigible de Goodyear, el Zeppelin NT, se aparta de esta convención, ya que es un dirigible semirrígido que utiliza una armadura dentro de la envolvente para proporcionar algo de su fuerza.

## Modelos
"GZ" significa Goodyear-Zeppelin, derivado de la asociación que Goodyear tenía con la empresa alemana cuando ambos construían aeronaves juntos. Sin embargo, estos modelos llegaron muchos años después de que esta asociación se disolviera durante el comienzo de la Segunda Guerra Mundial. El GZ-1 era el USS Akron (ZRS-4), el cuarto dirigible rígido de la Marina de los EE. UU. utilizado para varias pruebas, incluso como un "portaaviones" volador.
- GZ-19/19A: introducido en 1959 con el Mayflower (N4A) y descontinuado en 1978 después de que el Mayflower (N38A) fuera destruido por un tornado. El diseño de esta clase es similar al dirigible clase L construido por Goodyear para la Marina de los EE. UU.
- GZ-20/20A : esta clase se introdujo en 1969, siendo America (N10A) y Columbia (N3A) los dos primeros. El Europa (N2A) siguió en 1972 y tenía su sede en Italia, el primer dirigible de Goodyear operado fuera de los Estados Unidos. Estas aeronaves eran más grandes que los dirigibles GZ 19. A partir de 2014, Goodyear comenzó a retirar el GZ-20 y reemplazarlo con el Zeppelin NT . El 23 de febrero de 2014, Spirit of Goodyear se retiró en Pompano Beach después de las 500 Millas de Daytona de 2014 .  El 10 de agosto de 2015, el GZ-20 con sede en California, el Spirit of America, fue dado de baja. El Spirit of Innovation se hizo cargo de las operaciones de California en septiembre de 2015 hasta su retiro en marzo de 2017 como el último GZ-20 restante. En el otoño de 2017, Wingfoot Two se trasladará a California.
- GZ-22 : El único dirigible de esta clase fue el Spirit of Akron (N4A). Originalmente construido en 1987 para mostrarle al Departamento de Defensa de los EE. UU. que las aeronaves aún eran militarmente viables, fue la aeronave técnicamente más avanzada que Goodyear tuvo en su flota de relaciones públicas, con tecnología fly-by-wire. Sin embargo, Spirit of Akron fue destruido en un accidente en 1999 y la compañía no ha construido uno desde entonces, probablemente debido al aumento en los gastos operativos y de fabricación debido a su tecnología avanzada.
- LZ N07-101 : En mayo de 2011, Goodyear anunció que reemplazaría su antigua flota de dirigibles GZ-20 ( dirigibles no rígidos) con dirigibles Zeppelin NT . La construcción comenzó en 2012 en el primero de tres nuevos dirigibles semirrígidos ; completado en marzo de 2014, Wingfoot One fue bautizado el 23 de agosto de 2014 por el presentador de Good Morning America, Robin Roberts .[6] Wingfoot Two, el nombre del segundo dirigible semirrígido de Goodyear, se presentó en abril de 2016.[14] El tercero terminó la flota en 2018. Shaesta Waiz, la mujer más joven en volar sola alrededor del mundo, bautizó Wingfoot Three durante una ceremonia el 30 de agosto en Akron, con el tradicional rompimiento de una botella de champán en la proa. "Wingfoot Three me servirá como un faro para continuar mi trabajo inspirando y celebrando la aviación con otros", dijo Waiz. Se unió a una lista de otros famosos bautizos de dirigibles de Goodyear, incluidos Amelia Earhart y la astronauta Sally Ride.[15]

- Dirigible clase C 1918-1919
- Dirigible clase D 1920-1924
- Dirigible clase F /Tipo FB 1918–1923
- Goodyear Tipo AD 1925–1931
- Dirigible clase G 1935–19?
- Dirigible clase H 1921-1923
- Dirigible clase J 1922-1940
- Dirigible clase K 1938-1959, antisubmarino de la Segunda Guerra Mundial, pruebas de posguerra
  - K-1 1938-1940, experimental de antes de la guerra
- Dirigible clase L de 1930 a 1945, Segunda Guerra Mundial
- Dirigible clase M 1944-1956
- Dirigible clase N de 1950 a 1962
- Goodyear ZWG 1950

## Dimensiones

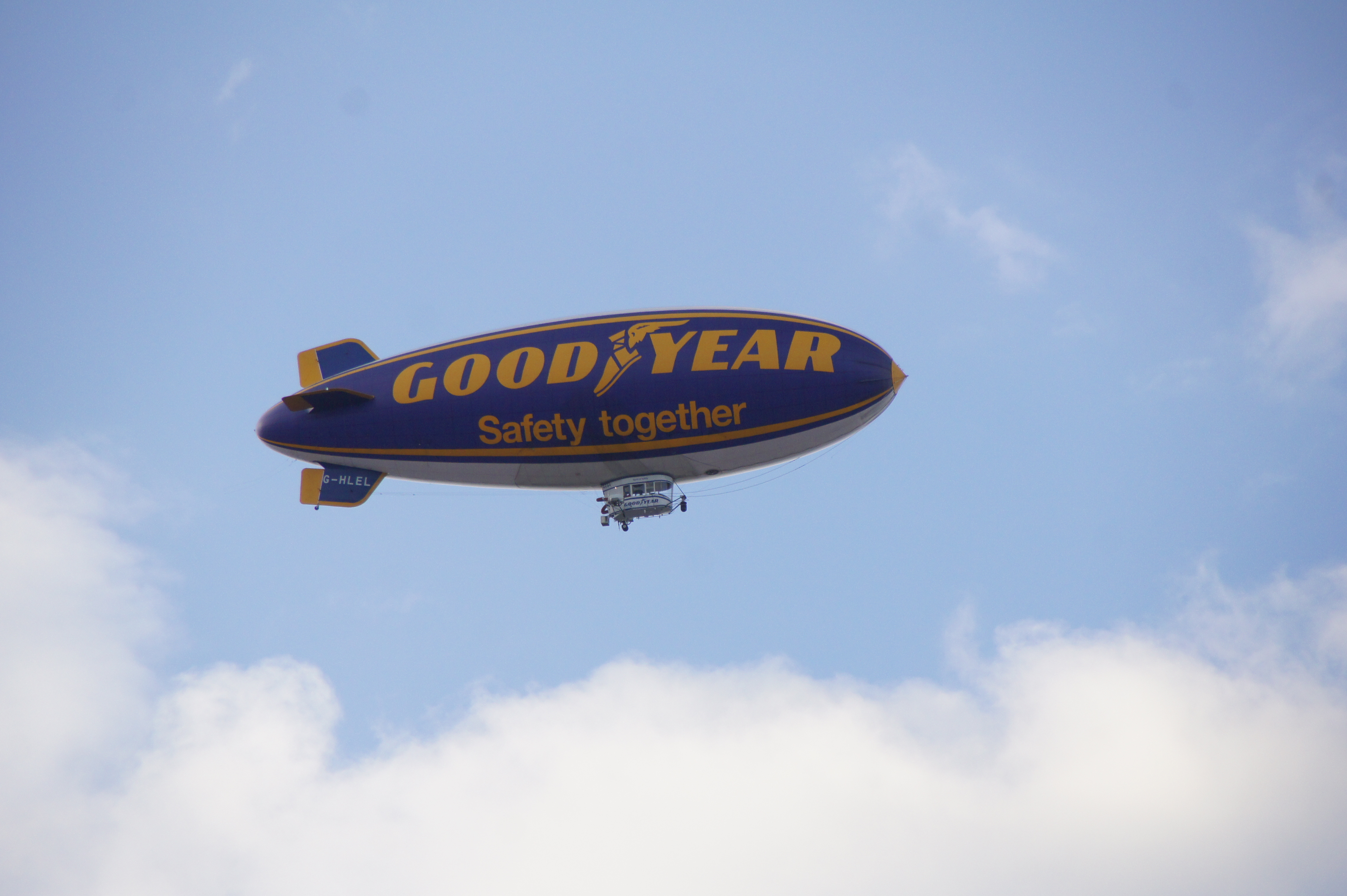
Un dirigible de Goodyear, cerca de Manchester, Inglaterra, la tarde del 30 de abril de 2012

Según el sitio web de Goodyear, los dirigibles GZ 19 y 19A ahora retirados tenían 150 y 157 pies de largo, respectivamente (45 y 47 metros), y los dirigibles GZ-20/20A tenían 192 pies (58 metros) de largo, 59,5 pies (18 metros) de alto y 50 pies (15 metros) de ancho. A modo de comparación, las aeronaves más grandes jamás construidas, el Hindenburg, LZ-129 de la compañía Zeppelin, y el Graf Zeppelin II, LZ-130, tenían 804 pies (245 metros) de largo y 135 pies (41 metros) de diámetro. Es decir, más de cuatro veces más largo y más del doble de ancho que los actuales dirigibles de Goodyear. El dirigible más grande jamás construido por Goodyear fue el ZPG-3 de la Marina de los EE. UU ., con 403 pies (121 metros) de largo.

## Nombres

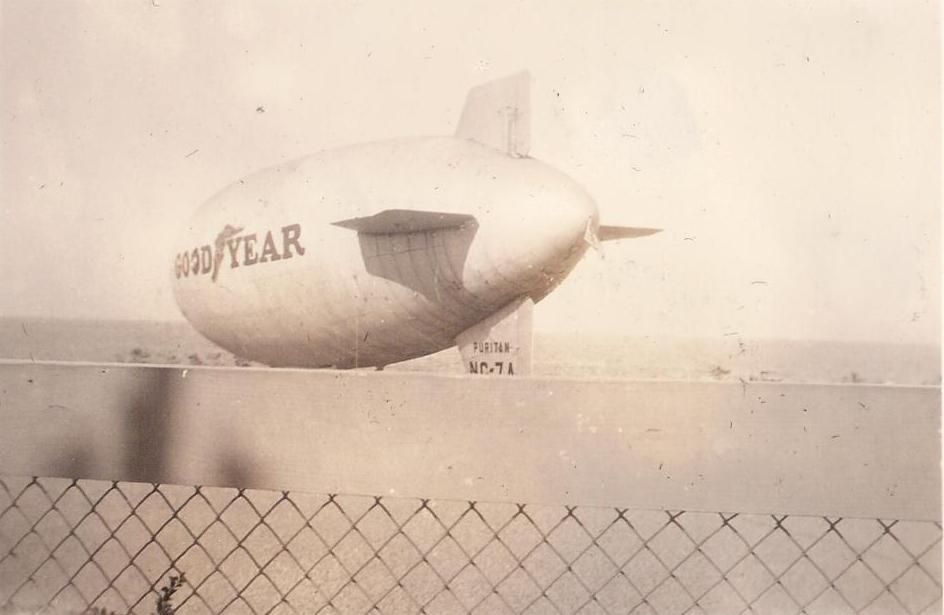
Puritan (NC7A) en la Feria Mundial de Chicago de 1933

Desde 1928, Goodyear ha llamado tradicionalmente a sus dirigibles en honor a los ganadores estadounidenses de la carrera de yates de la America's Cup. Este método de denominación se atribuye al entonces director general de Goodyear, PW Litchfield,  que consideraba a las aeronaves como "yates aéreos". Aunque esa práctica se desvió con la introducción del Spirit of Akron en 1987, la tradición terminó con Stars & Stripes, con sede en Florida, en 2005.
En 2006, Goodyear comenzó a hacer que el público participara en el nombramiento de sus aeronaves; llamaron a esto el concurso "Nombra el dirigible". Spirit of Innovation fue la primera aeronave en ser nombrada por el público.
Los nombres de los ganadores de la America's Cup: Puritan, Reliance, Defender, Volunteer, Resolute, Vigilant, Mayflower, Ranger, Rainbow, Enterprise, Columbia, America, Stars &amp; Stripes.
Nombres de los no ganadores de copa: Pilgrim, Neponset, Spirit of Akron,  Spirit of Goodyear, Eagle, Spirit of America, Spirit of Innovation, Pie de ala uno,  Pie de ala dos. 
The Lightship Group ha operado dirigibles con base en el extranjero desde la década de 1990: Europa,  Spirit of Europe, Spirit of the South Pacific, Spirit of the Americas,  Spirit of Safety, Ventura, Ling Cuelgue Zhe (Navegador). 

## Política de pasajeros
Los únicos pasajeros que Goodyear permitirá en los dirigibles son invitados corporativos de la compañía y miembros de la prensa; Ha sido una política de larga data de Goodyear que no se ofrecen viajes públicos. Sin embargo, durante más de 50 años, tuvo que ofrecer viajes públicos limitados en su base de invierno de Miami, Florida, en Watson Island, como parte de su acuerdo de arrendamiento de terrenos con la ciudad para poder operar desde la isla. Esa práctica terminó en 1979 cuando la base se trasladó a Opa-locka, Florida.
A veces, Goodyear tiene un concurso con los distribuidores de sus neumáticos. Si un cliente compra cuatro llantas Goodyear nuevas, participa en un concurso para tomar un vuelo en el dirigible. El ganador deberá dirigirse a la base de dirigibles más cercana para tomar su vuelo.
Durante el período en el que Goodyear suministró neumáticos para los autos de Indy, era una tradición que el ganador de la pole position en las 500 Millas de Indianápolis tuviera un paseo en el dirigible en los días previos a la carrera.
Durante el período en el que Goodyear fue patrocinador corporativo del All American Soap Box Derby,[cita requerida] los ganadores de las carreras del Campeonato Mundial que se llevan a cabo cada mes de julio en Akron, OH, recibieron un paseo en el dirigible.  Por lo general, estos viajes se realizaban al día siguiente de la carrera anual, pero si el clima prohibía que el dirigible volara ese día, los campeones recibían una carta de premio de Goodyear. Esta carta era básicamente un boleto de por vida para un viaje en dirigible cuando se pudieran hacer arreglos entre todas las partes involucradas.
El dirigible europeo Goodyear es operado por Deutsche Zeppelin-Reederei, un operador de vuelos comerciales de pasajeros, y el Goodyear Zeppelin NT se usa regularmente para vuelos públicos en Alemania fuera de las temporadas deportivas.

## Signos de noche
Durante años, Goodyear ha equipado sus dirigibles con un letrero nocturno. Desde tubos de neón hasta lámparas incandescentes y LED, estos letreros han ayudado a la empresa a publicitar sus productos y también a transmitir mensajes de servicio público de diversas organizaciones, como los gobiernos locales.
- Neon-O-Gram Originalmente llamado NeonGoodyear, se instaló por primera vez en Defender en la década de 1930. Tubos de neón a los lados del dirigible que generalmente deletreaba 'Goodyear'.
- Bombillas incandescentes de 10 paneles
- Skytacular: a mediados de la década de 1960, el GZ-19 Mayflower (N4A) se equipó con más de 3000 lámparas incandescentes de color rojo, amarillo, azul y verde en ambos lados que, por primera vez, presentaban animación. Por lo general, figuras de palos en movimiento, mensajes de teletipo o patrones coloridos. Se tuvo que conectar una pequeña turbina de gas al automóvil del dirigible para alimentar el letrero nocturno Skytacular.
- Super Skytacular: Misma tecnología que Skytacular, pero con más de 7.000 lámparas en ambos lados. Super Skytacular se instaló en los nuevos dirigibles GZ-20 más largos en 1969.
- Vista de aguila

## Accidentes
- Wingfoot Air Express, mientras transportaba pasajeros desde el Grant Park de Chicago hasta el White City Amusement Park, se incendió y luego se estrelló contra el tragaluz del Illinois Trust &amp; Savings Bank el 21 de julio de 1919, matando a un tripulante, dos pasajeros y diez empleados del banco.[25]
- Columbia, número de cola N10A, fue zumbado repetidamente por un modelo de avión controlado por radio cuando el dirigible volaba sobre un campo utilizado para el vuelo de modelos R/C; Luego, el piloto de control remoto estrelló intencionalmente su modelo de avión contra el dirigible, abriendo un agujero de tres pies en el sobre.[26] El dirigible hizo un "aterrizaje forzoso" en un aeropuerto cercano. El piloto de R/C, John William Moyer, fue identificado por otros volantes en el campo y luego fue arrestado. El hecho ocurrió el 30 de septiembre de 1990.[27]
- Spirit of Akron, número de cola N4A, se estrelló el 28 de octubre de 1999, en Suffield, Ohio, cuando de repente entró en un giro a la izquierda descontrolado y comenzó a descender. El piloto y el técnico a bordo sufrieron heridas leves cuando el dirigible chocó contra los árboles. El informe de la Junta Nacional de Seguridad en el Transporte identificó que las estrías de metal endurecidas incorrectamente en los actuadores de control se cortaron, lo que provocó la pérdida de control.[28]
- Stars and Stripes, número de cola N1A, se estrelló el 16 de junio de 2005 en Coral Springs, Florida, cuando quedó atrapado en una fuerte tormenta eléctrica que finalmente empujó el avión contra árboles y líneas eléctricas . No hubo heridos en el accidente, aunque el piloto y el pasajero quedaron atrapados durante varias horas hasta que las líneas eléctricas pudieron desconectarse.  El informe de accidentes de la Junta Nacional de Seguridad en el Transporte afirma que la causa del accidente fue la "inadecuada planificación/decisión en vuelo" del piloto que resultó en un encuentro en vuelo con el clima (salida de tormenta eléctrica) y corrientes descendentes..." [29]
- Spirit of Safety I (construido por American Blimp Corporation), registrado como G-TLEL y propiedad y operado por Lightship Europe Limited (pero operando con librea de Goodyear), se incendió mientras aterrizaba en el aeropuerto de Reichelsheim y se estrelló el 12 de junio. 2011, cerca de Reichelsheim, Hesse, Alemania. El piloto, Michael Nerandzic, voló la aeronave lo suficientemente bajo como para que los pasajeros pudieran saltar al suelo, y los tres saltaron a un lugar seguro. Nerandzic luego, aunque todavía podía mantener cierto control sobre el dirigible en llamas, se alejó para que el fuego o los restos no golpearan a los fugitivos; poco después, Nerandzic murió en los restos de fuego del dirigible.[30]

## Cultura popular
En 1983, la ciudad de Redondo Beach, California, cerca del aeropuerto base de dirigibles en Carson, California,  aprobó la resolución número 6252 reconociendo al Goodyear Airship Columbia como el "Ave Oficial de Redondo Beach".
En enero de 2019, el Salón de la Fama del Fútbol Americano Universitario incorporó a Goodyear Blimp como su primer miembro no humano.